# Tupelo Honey
| Recensione                        | Giudizio        |
| --------------------------------- | --------------- |
| AllMusic                          | [ 2 ]           |
| Robert Christgau                  | A-              |
| The New Rolling Stone Album Guide | [ 4 ]           |
| Sputnikmusic                      | 3.8 (Excellent) |
| Piero Scaruffi                    | [ 6 ]           |
| Ondarock                          | [ 7 ]           |
| Dizionario del Pop-Rock           | [ 8 ]           |
| 24.000 dischi                     | [ 9 ]           |

Tupelo Honey è un album discografico del cantautore britannico Van Morrison, pubblicato dalla casa discografica Warner Bros. Records nell'ottobre del 1971.
L'album contiene il brano omonimo, divenuto un classico del repertorio dell'artista. Un grande estimatore del pezzo fu Bob Dylan che dichiarò: "Tupelo Honey come canzone è sempre esistita, Van Morrison l'ha solo rivelata al mondo".

## L'album
Con Tupelo Honey (nome che deriva da una particolare varietà di miele prodotta in una zona orientale degli Stati Uniti), Van Morrison celebra il suo momento d'amore e felicità di vita domestica assieme alla moglie, Janet Rigsbee (Janet Planet), del resto già intuibile dalla copertina dell'album in cui il cantante passeggia accompagnando a piedi la moglie che cavalca un cavallo in una strada di campagna alberata e soleggiata.
L'album si apre con Wild Night e descrive il divertimento di una serata in città; in seguito la canzone fu portata al successo, nel 1994, dal duo John Mellencamp e Me'Shell NdegéOcello.
(Straight to Your Heart) Like a Cannonball, è una canzone sull'onda della felicità per il suo matrimonio con la moglie Janet (pure lei cantante, che nel brano fa da supporto vocale a Van); il brano è una lode alla vita semplice e gioiosa.
Old Old Woodstock, terzo brano del primo lato del disco, è ispirato da una sua vacanza nella cittadina di Woodstock nello stato di New York, e lo stile jazzato del pezzo è anche giustificato dalla presenza del batterista Connie Kay (già presente nell'album Astral Weeks e già membro dei Modern Jazz Quartet).
Starting a New Life (l'avvio di una nuova vita), titolo tradotto di questo quarto pezzo è probabilmente riferito al trasferimento dei coniugi Morrison nel Nord della California.
You're My Woman chiude la prima facciata dell'ellepì. La canzone, che in qualche modo sarebbe il proseguimento di quella precedente (come "Starting a New Life"/"l'avvio di una nuova vita"), parla dell'amore di una donna che dà alla luce un figlio.
Tupelo Honey, è una canzone che ha come tema conduttore il nocciolo centrale dell'album; rappresenta un'esuberante lode d'amore per la moglie Janet e per la vita domestica.
I Wanna Roo You, è una canzone che parla ancora di proclami, soprattutto di gioia e di felicità, s'uno sfondo musicale melodico scozzese.
When That Evening Sun Goes Down, è canzone d'amore in stile honky-tonk.
Moonshine Whiskey, è canzone dedicata alla collega Janis Joplin.

## Tracce
Lato A
Testi e musiche di Van Morrison.
1. Wild Night – 3:29
2. (Straight to Your Heart) Like a Cannonball – 3:37
3. Old Old Woodstock – 4:14
4. Starting a New Life – 2:06
5. You're My Woman – 6:40

Lato B
Testi e musiche di Van Morrison.
1. Tupelo Honey – 6:53
2. I Wanna Roo You (Scottish Derivative) – 3:22
3. When That Evening Sun Goes Down – 3:02
4. Moonshine Whiskey – 6:45

Edizione CD del 2008, pubblicato dalla Polydor Records (B0010642-02)
Testi e musiche di Van Morrison, eccetto dove indicato.
1. Wild Night – 3:33
2. (Straight to Your Heart) Like a Cannonball – 3:41
3. Old Old Woodstock – 4:15
4. Starting a New Life – 2:09
5. You're My Woman – 6:43
6. Tupelo Honey – 6:55
7. I Wanna Roo You (Scottish Derivative) – 3:25
8. When That Evening Sun Goes Down – 3:02
9. Moonshine Whiskey – 6:45
10. Wild Night (Mixato da Alastair McMillan) – 5:37 – Bonus Track - Alternative Take
11. Down by the Riverside (Mixato da Mick Glossop) – 3:54 (Tradizionale; arrangiamento di Van Morrison) – Bonus Track

## Musicisti
- Van Morrison - voce, chitarra, armonica, accompagnamento vocale-coro
- Ronnie Montrose - chitarra, mandolino, accompagnamento vocale-coro
- John McFee - chitarra steel
- Mark Jordon - pianoforte, pianoforte elettrico
- Ted Templeman - organo
- Jack Schroer - sassofoni
- Boots Stuart Houston - flauto, accompagnamento vocale-coro
- Bruce Royston - flauto
- Luis Gasca - tromba
- Bill Church - basso
- Rick Schlosser - batteria (brani: Wild Night, (Straight to Your Heart) Like a Cannonball, You're My Woman, I Wanna Roo You (Scottish Derivative) e Moonshine Whiskey)
- Connie Kay - batteria (brani: Old Old Woodstock, Starting a New Life, Tupelo Honey e When That Evening Sun Goes Down)
- Gary Mallaber - vibrafono, percussioni
- Janet Planet - accompagnamento vocale-coro
- Ellen Schroer - accompagnamento vocale-coro

Note aggiuntive
- Van Morrison e Ted Templeman - produttori (per la Exile Productions Ltd.)
- Van Morrison e Jack Schroer - arrangiamento strumenti a fiato
- Boots Stuart Houston - arrangiamento flauti (brano: (Straight to Your Heart) Like a Cannonball)
- Bruce Royston - arrangiamento flauti (brano: Tupelo Honey)
- Registrazioni effettuate al Wally Heider ed al Columbia Studios, San Francisco, California (Stati Uniti)
- Doc Storch, Steve Barncard e David Brown - ingegneri delle registrazioni
- Donn Landee e Lee Herschberg - remixaggio
- Ed Thrasher - art direction
- Mike Maggid - fotografie[15]